# The Gap Band (álbum de 1977)
The Gap Band é o segundo álbum de estúdio de The Gap Band lançado em 1977 pela Tattoo Records. Não confundir com o álbum de mesmo nome de 1979 lançado pela Mercury Records.

## Faixas
| Lado um |                                     |         |  |
| N.º     | Título                              | Duração |  |
| 1.      | "Out of the Blue (Can You Feel It)" | 3:26    |  |
| 2.      | "Stand up and Dance With Me"        | 4:15    |  |
| 3.      | "Not Guilty"                        | 4:18    |  |
| 4.      | "God Is Watching You"               | 5:05    |  |

| Lado dois |                         |         |  |
| N.º       | Título                  | Duração |  |
| 5.        | "Little Bit of Love"    | 2:58    |  |
| 6.        | "Hang on (To Yourself)" | 3:18    |  |
| 7.        | "Knuckle Head Funkin'"  | 3:48    |  |
| 8.        | "Thinking of You"       | 4:10    |  |
| 9.        | "Silly Grin"            | 4:28    |  |

## Músicos
- Charles Wilson – vocais, teclados
- Robert Wilson – baixo, vocais
- Ronnie Wilson – trumpete, piano elétrico, vocais
- James Macon – guitarra
- Tommy Lokey – trumpete
- Chris Clayton – sax alto e tenor, vocais
- The Gap Band –  percussão, backing vocals
- Rick Calhoun – bateria[1]
- Leon Russell – piano
- Chaka Khan, D.J. Rogers, Mary Russell, Johnny Lee Samuels – backing vocals
- The Cornerstone Institutional Baptist and Southern Californian Community Choir – coral
- Reverend James Cleveland – diretor do coral
- Les McCann – teclados
- Jesse Ehrlich – celo
- Jerry Jumonville – sax alto
- Gino Piserchio, Robert Margouleff – sintetizadores

## Paradas
Singles
| Ano  | Single                              | Pico   |
| Ano  | Single                              | US R&B |
| ---- | ----------------------------------- | ------ |
| 1977 | "Out of the Blue (Can You Feel It)" | 42     |
| 1977 | "Little Bit of Love"                | 95     |